# Chance (film)
Chance je americký komediálně-dramatický film z roku 2002 režisérky a scenáristky Amber Benson, která v něm také ztvárnila hlavní roli.
Nezávislý film byl natočen během deseti dnů v březnu a dubnu 2001 během filmování páté řady seriálu Buffy, přemožitelka upírů, na kterém se řada herců i členů štábu Chance také podílela (mj. Joss Whedon napsal úvodní píseň „Burn Me Down“). Původní odhad rozpočtu snímku činil 25 tisíc dolarů, skutečné náklady nepřesáhly částku 100 000 dolarů. Film byl částečně financován crowdsourcingovou kampaní, která probíhala od února do dubna 2001. V následujících měsících získali tvůrci další finance díky dražbám scénářů, rekvizit, kostýmů a pod. Snímek Chance měl premiéru 22. září 2002 na filmovém festivalu v americkém městě Birmingham, kde získal cenu diváků. V roce 2003 vyšel na VHS a DVD.

## Děj
Příběh pojednává o dívce jménem Chance, která hledá muže svého srdce. V nelineárním vyprávění musí řešit problémy se svým spolubydlícím Simonem, který je posedlý časem, bláznivým sousedem, svou matkou, jež se zabývá hnutím New Age, svým otcem, který má možná poměr se sekretářkou, a také mrtvolou jedné dívky, která zůstane v Chancině posteli. Snímek bourá čtvrtou stěnu, neboť Chance se často se svými myšlenkami obrací přímo do kamery.

## Obsazení
| Amber Benson        | Chance              |
| James Marsters      | Simon               |
| Andrew Hallett      | Jack                |
| Tressa di Figlia    | Sara                |
| Rayder Woods        | Rory                |
| Jeff Ricketts       | Malcolm             |
| Nate Barlow         | Milton              |
| Shamus Murphy       | Guy                 |
| David Fury          | poslíček s pizzou   |
| Cathy Doe           | Zara                |
| Patrick Beller      | nemocniční zřízenec |
| Lara Boyd Rhodes    | Heidi               |
| Rupert Cole         | Johnny              |
| Jaimie Linn         | Rachie              |
| Grant Langston      | potulný zpěvák      |
| Christine Estabrook | Desiree             |